# Андрей Савов
Андрей Савов Велинов е български политик, партиен и стопански деец.

## Биография
Роден е на 3 декември 1931 година в град Кюстендил. Член на РМС (1945) и на БКП (от 1955). Завършва икономика и организация на строителството във ВИНС, Варна (1955). Като студент е ръководител на спортна организация на „Академик“ Започва работи в Керамичната фабрика „Осогово“ в с. Багренци, Кюстендилски окръг (1955 – 1958). След създаването на Окръжния Народен Съвет – Кюстендил е старши икономист и началник на Планово-икономическия отдел (1959 – 1961). Преминава на партийна работа като инструктор (1961 – 1962) и завеждащ отдел „Стопански“ (1962 – 1966) на Окръжния Комитет на БКП.
На 20 март 1966 г. е избран за председател на Изпълнителния Комитет на Градския Общински Народен Съвет – Кюстендил и заема длъжността до 14 юли 1969 г. През време на мандата му е пуснат цех за сокове към „Булгарплод“, а към ДИП „Д. Каляшки“ гатерен цех, започва изграждането на Мебелен завод и Хлебозавод (1968 – 1969). Открит е завод „Стоян Лудев“ (1968). Започва изграждането на Камгарна предачница – I етап (1969); работи се за водохващане от Струма, изграждане на Електрорелейна станция (1968 – 1969), започва телефонизация на по-големите села, изграждане на канализация и асфалтиране на улици, открива се ГУМ, балнеолечебница (1969). Прави се първа копка на Драматичния театър (1967). Поставя се началото на празника „Кюстендилска пролет“, който става традиционен за Кюстендил (1966).
След 1969 г. е заместник-председател на ИК на Окръжния Народен Съвет – Кюстендил (1969 – 1972). Началник на Окръжното управление на МВР в Кюстендил (1972 – 1974). Народен представител в VIII народно събрание (16 юни 1981 – 21 март 1986).
Заслужил деятел на физкултурата (1974), заслужил деятел на БТС (1982). Носител на орден „НРБ“, III и II ст. (1982).